# Nakagin Capsule Tower
Il Nakagin Capsule Tower (中銀カプセルタワー?, Nakagin Kapuseru Tawā) era un edificio a uso misto residenziale e commerciale ubicato tra gli esclusivi quartieri Shinbashi e Ginza di Tokyo e progettato dall'architetto giapponese Kishō Kurokawa.
L'edificio era un raro esempio di architettura del movimento metabolista, emblematico della rinascita culturale del Giappone nel dopoguerra e primo esempio al mondo di applicazione seriale di una capsula abitativa costruita per un reale utilizzo.
Seppur assai logorata dal tempo la struttura è stata in uso fino all'aprile del 2022, giorno in cui è iniziata la sua demolizione, ma già  a partire dal 2010 era iniziato il suo progressivo abbandono. Alcune delle capsule abitative non sono state demolite ma vendute a collezionisti oppure donate a musei d'arte contemporanea.

## Storia

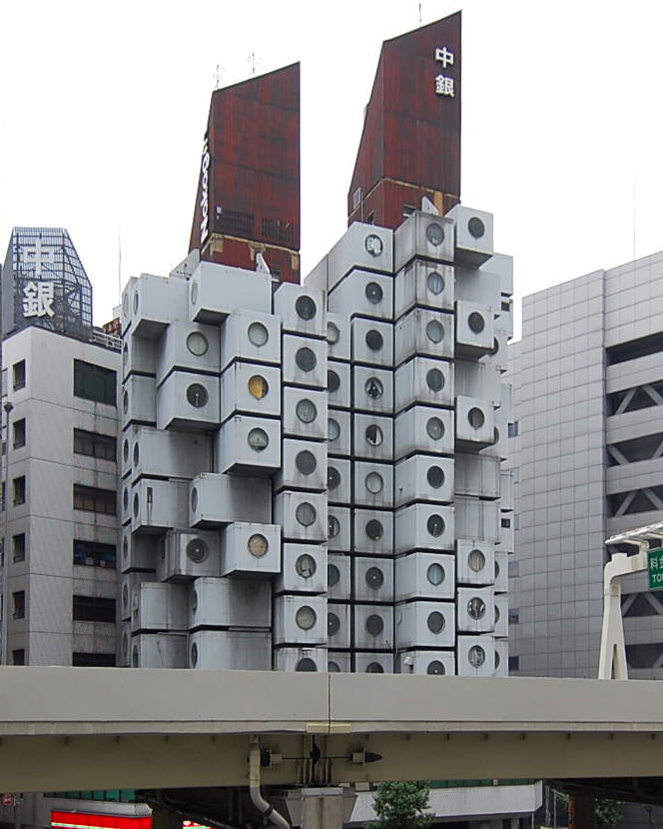
Una vista frontale dell'edificio

Completato nel 1972 dopo soli due anni di lavori su progetto dell'architetto giapponese Kishō Kurokawa, l'edificio è uno dei pochissimi esempi del movimento metabolista giapponese del secondo dopoguerra.
Nella sua concezione l'architetto, che in seguito divenne autore del primo hotel a capsule del mondo, si è ispirato ai maggiori temi dell'Expo 1970 di Osaka e il progetto è stato concepito come residence, adatto a soddisfare principalmente le essenziali esigenze abitative dei lavoratori pendolari o comunque una tipologia di inquilino residente a Tokyo per brevi periodi, una sorta neo-nomade definito da Kurokawa stesso homo movens.
Dopo oltre quarant'anni di utilizzo e una scarsa manutenzione l'edificio versava in condizioni critiche tali da rendere necessario il suo smantellamento, iniziato nell'aprile del 2022.

## Caratteristiche
(Kishō Kurokawa)

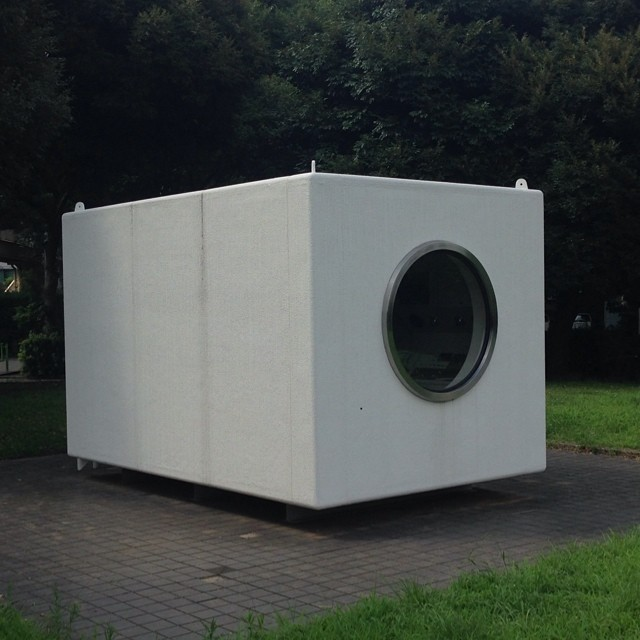
Una singola capsula abitativa dell'edificio

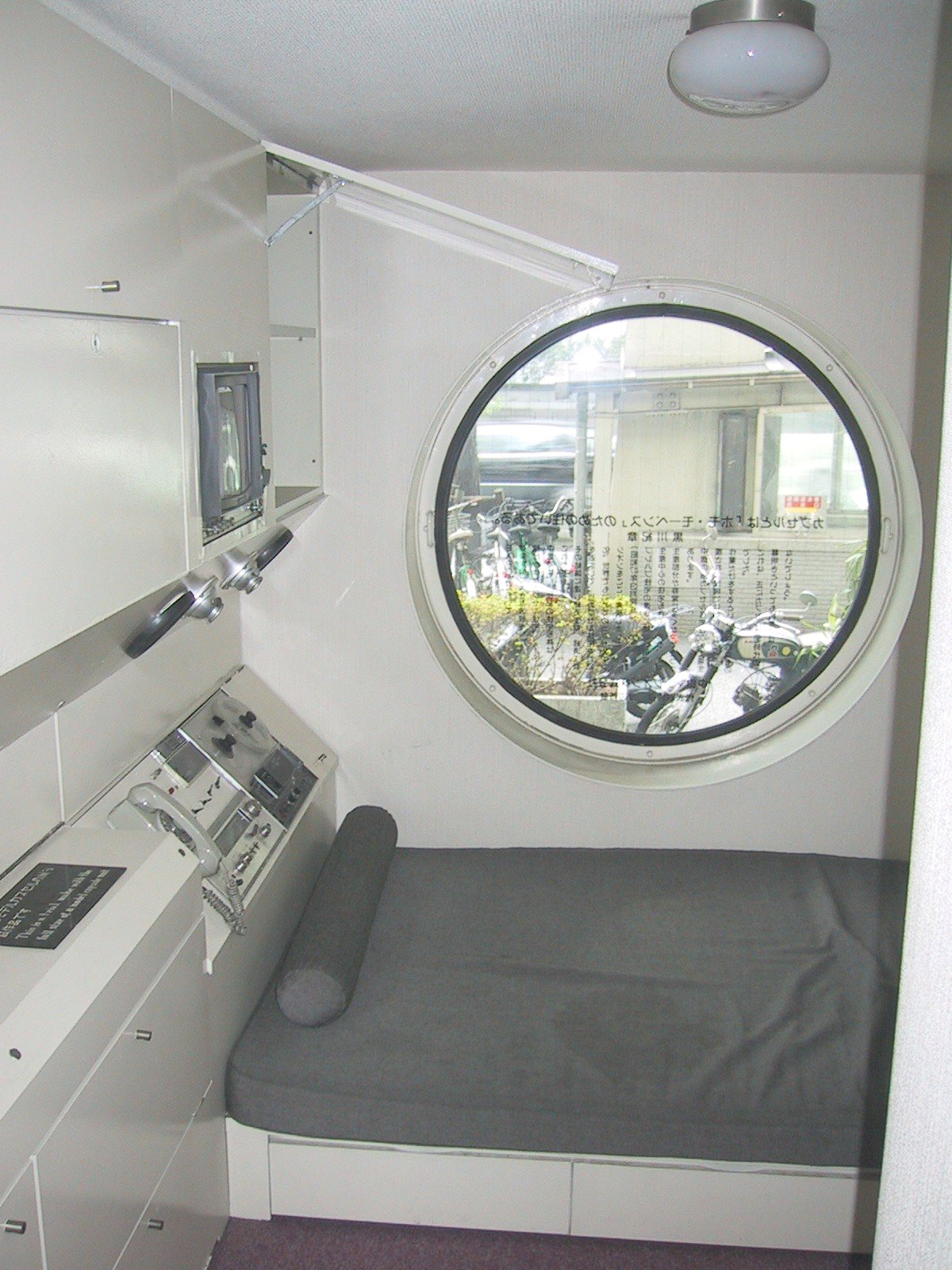
L'interno di una capsula abitativa con gli arredi originali

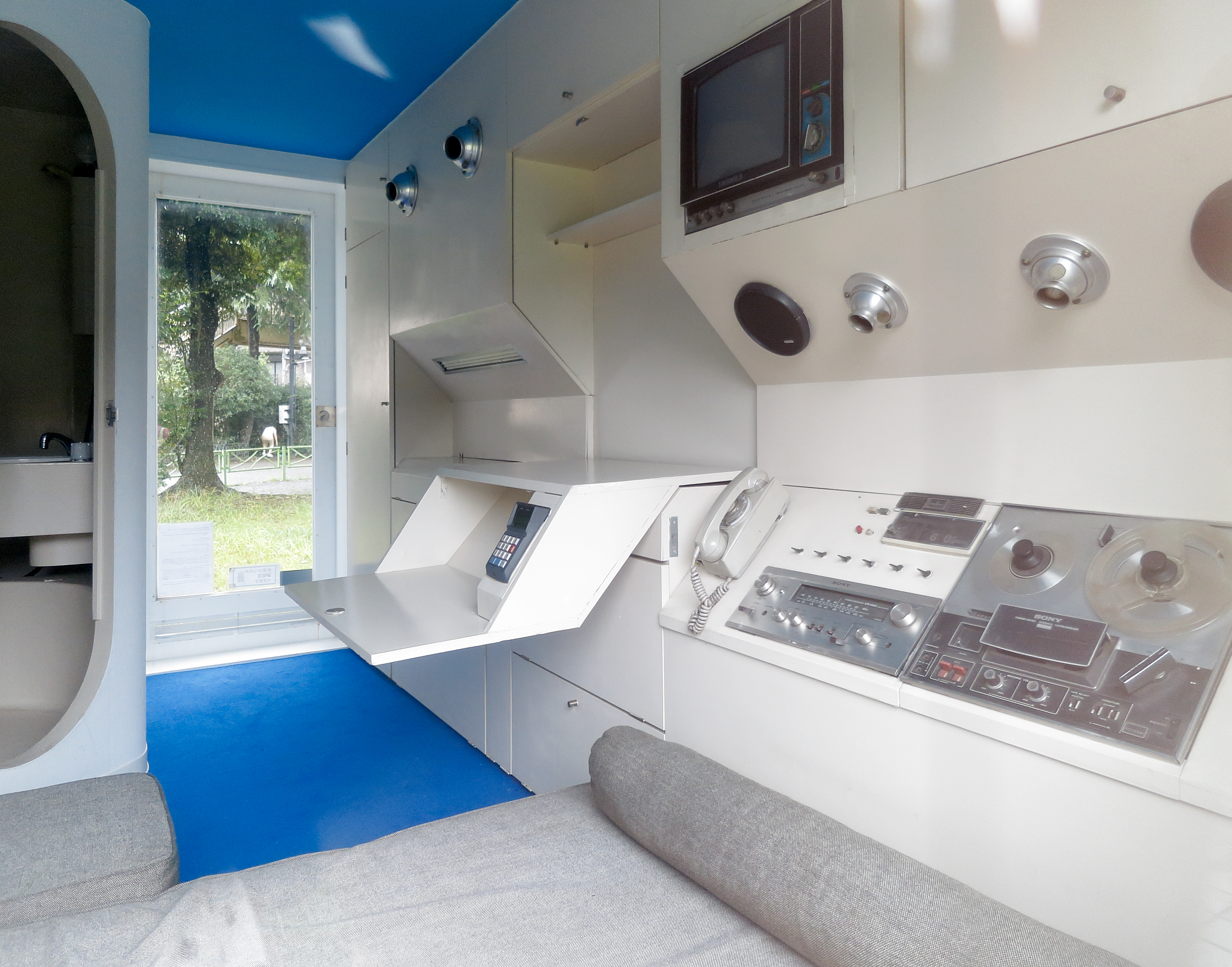
L'interno di una capsula abitativa con gli arredi originali

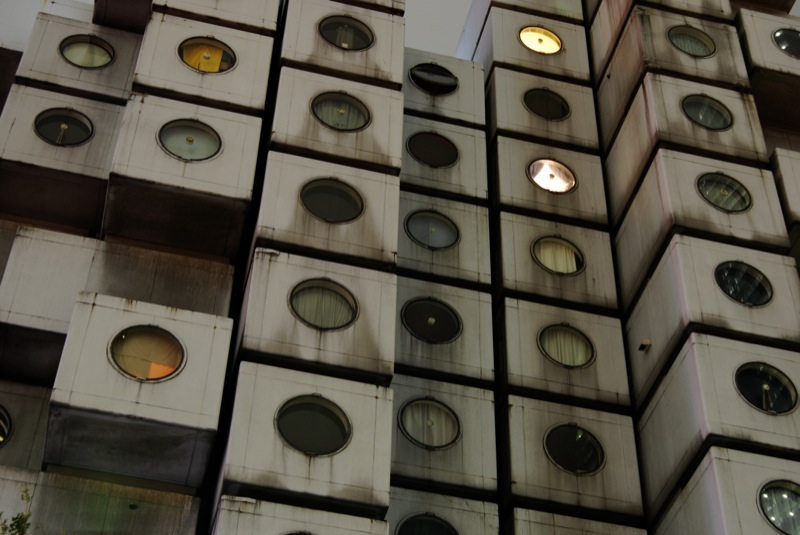
Le evidenti tracce di degrado delle superfici esterne

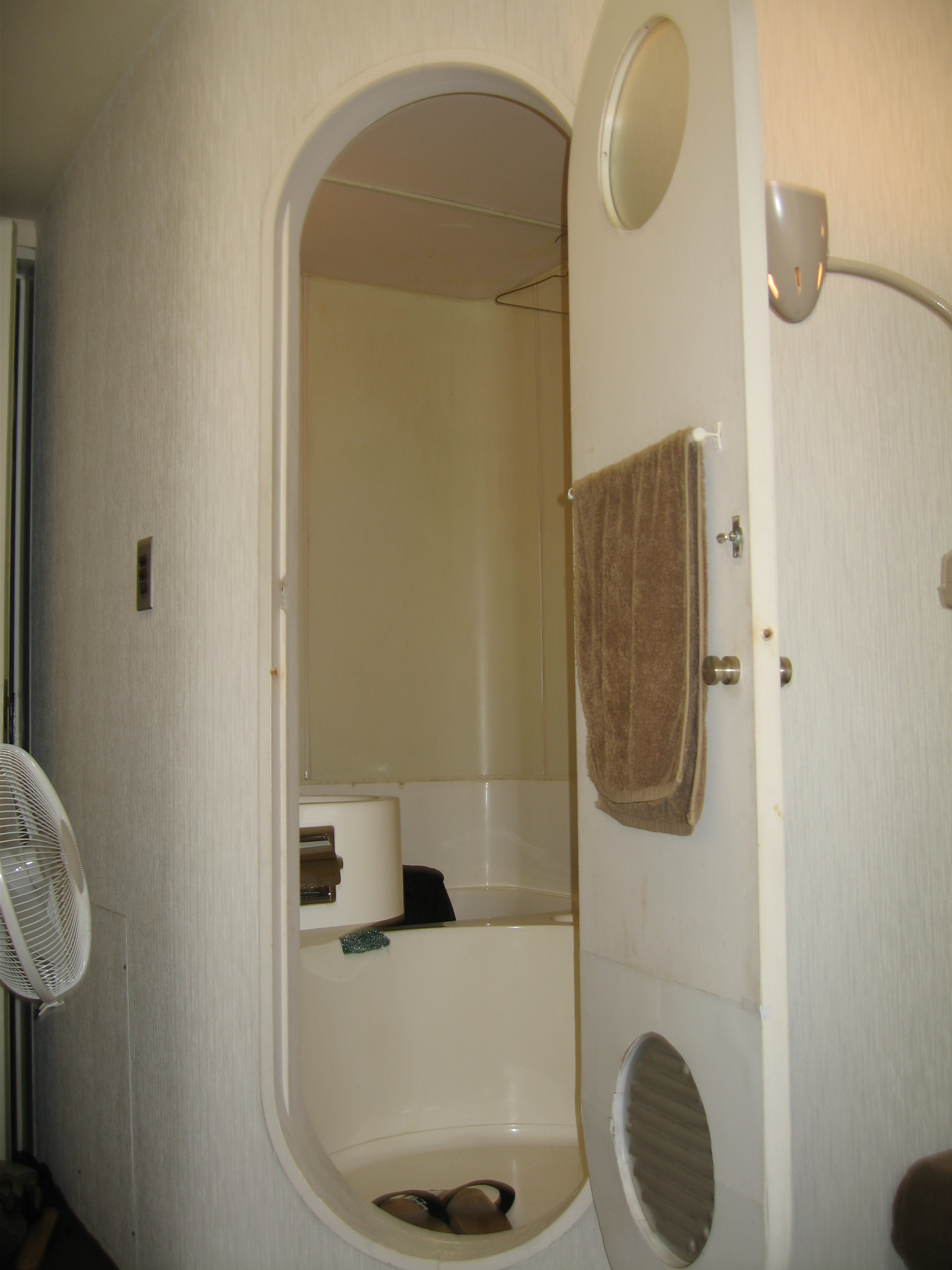
Un dettaglio dell'interno di un bagno

L'edificio era composto da una struttura portante di cemento armato e acciaio che si sviluppava in due torri di differenti altezze, una di tredici piani e una di undici, a cui erano ancorate delle capsule abitative sovrapposte. 
L'accesso dell'immobile era consentito unicamente attraverso il modulo posto alla base dell'edificio e che occupava anche il primo piano ospitando un'ampia hall al piano stradale in cui vi era la reception, un piccolo negozio di alimentari, alcuni bagni con docce a uso comune e gli accessi alle rampe di scale che, per ciascuna torre, circondavano la tromba dell'ascensore.
Il numero complessivo delle capsule abitative prefabbricate era di 140 di cui 78 disposte nella torre "A" e 62 nella torre "B". Esse erano tutte realizzate in serie a Shinagawa in acciaio galvanizzato rivestito di kenitex e misuravano poco meno di 10 m² ciascuna, con 2,5 metri di larghezza per 3,8 di lunghezza e 2,3 metri di altezza; questo volume corrisponderebbe a quello della stanza dedicata al cha no yu presente in ogni casa giapponese tradizionale.
L'elemento più caratteristico di ciascuna capsula era l'oblò che rappresentava anche l'unica finestra e che originariamente era possibile oscurare dall'interno con una tenda circolare realizzata a foggia di ventaglio. All'interno, due delle quattro pareti erano attrezzate con specifici arredi su misura originali che integravano appositi stipetti e le maggiori attrezzature tecnologiche dell'epoca, ovvero: un televisore, un telefono, un registratore audio, una radio, prese elettriche, lampade da lettura orientabili e una scrivania ribaltabile; la cucina non era prevista anche se era disponibile un piccolo frigobar, anch'esso incassato nella parete attrezzata. Posizionato al di sotto dell'oblò, vi era il letto futon, nel più tipico stile giapponese e accanto ad esso il vano che ospitava i servizi igienici del tutto analoghi a quelli presenti a bordo di aerei, navi o treni, con pareti interne in resina termoformata che integravano lavandino, water e una piccola vasca da bagno anziché la doccia, secondo gli usi tradizionali giapponesi. Escludendo il bagno, conservato in quasi tutte le capsule, con il passare dei decenni gli arredi originali di alcune unità erano stati sostituiti, rimossi o modificati secondo le personali esigenze degli inquilini. 
La struttura portante e le aree comuni erano state progettate per una durata di sessant'anni mentre le capsule abitative si sarebbero dovute sostituire seguendo cicli di venticinque anni, poiché appositamente studiate per essere rimovibili singolarmente indipendentemente dalla loro ubicazione nella struttura.

## Il degrado e la demolizione
Contrariamente all'idea alla base del movimento metabolista e malgrado gli oltre quarant'anni di utilizzo, la struttura non ha avuto successo né tanto meno repliche, pertanto i moduli non sono mai stati sottoposti all'adeguata manutenzione oppure sostituiti come previsto. Conseguentemente i materiali si erano logorati con il tempo e, in mancanza della dovuta manutenzione, la corrosione aveva intaccato gran parte delle capsule lasciando evidenti segni esterni e creando anche infiltrazioni d'acqua, specie nelle giornate piovose. Un ulteriore disagio era provocato dall'assenza di acqua calda corrente poiché, seppur fossero state sostituite le vecchie tubature, esse non servivano i singoli moduli abitativi; inoltre anche l'impianto di aerazione centralizzato non era più utilizzato per il pericolo derivante dal pulviscolo generato dalla originaria coibentazione in amianto, quindi il mancato utilizzo dell'aria condizionata rendeva la temperatura interna delle singole capsule estremamente disagevole in estate e ciò ha costretto molti inquilini a installare condizionatori autonomamente.
Dagli anni duemila il suo stato è andato decadendo e dal 2007 era iniziato un progressivo abbandono da parte degli inquilini rimanenti anche a causa della massiccia presenza di amianto. In aggiunta a ciò la preoccupazione sulla stabilità sismica dell'intera struttura aveva convinto i residenti a votare per il suo smantellamento e per la costruzione di un nuovo immobile al suo posto o, in alternativa, una radicale ristrutturazione e sostituzione di tutti i moduli abitativi.
Oltre all'architetto Kurokawa, scomparso nel 2007, a opporsi alla demolizione è stato anche Nicolai Ouroussoff, noto critico del New York Times, che ha descritto la Nakagin Capsule Tower come «una splendida architettura, come tutti i grandi edifici, è la cristallizzazione di un ideale culturale di grande portata. La sua esistenza è anche un potente promemoria dei percorsi non presi, della possibilità di mondi e forme di diversi valori».
Nell'ottobre 2013 circa quaranta capsule abitative risultavano ancora occupate, pochissime come abitazione principale, la maggioranza utilizzate come studio, altre come residenza secondaria, oppure affittate a turisti o destinate a deposito; le restanti unità non utilizzate versavano in stato di completo abbandono, così come le principali aree comuni.
Nel 2014 Masato Abe, già proprietario di una capsula ed ex residente ha fondato il comitato Save Nakagin Tower, dichiarando di ottenere donazioni da tutto il mondo con l'intento di acquistare tutte le capsule e conservare l'edificio.
Nell'ottobre del 2021 l'agenzia di stampa Reuters ha annunciato la notizia dell'irrevocabile abbattimento della torre entro il marzo del 2022.
Lo smantellamento dell'edificio è effettivamente iniziato il 12 aprile 2022 e si è concluso nel giugno successivo.

## L'edificio nella cultura di massa
Il Nakagin Capsule Tower è apparso nella pellicola del 2013 Wolverine - L'immortale e nella finzione cinematografica è rappresentato come un hotel a ore.

### Annotazioni
1. ↑  «[...] gorgeous architecture, like all great buildings; it is the crystallization of a far-reaching cultural ideal. Its existence also stands as a powerful reminder of paths not taken, of the possibility of worlds shaped by different sets of values»

### Fonti
1. 1 2 3  (EN) Nicolai Ouroussoff, Future Vision Banished to the Past, in The New York Times, 6 luglio 2009. URL consultato il 23 luglio 2017.
2. 1 2 3 4 5 6 7   Filipe Magalhães, Ana Luisa Soares, Routine metabolista, in Domus, n. 969, Editoriale Domus S.p.A., maggio 2013. URL consultato il 20 dicembre 2015.
3. 1 2 3   arte.sky.it,  https://arte.sky.it/news/tokyo-nakagin-capsule-tower-demolizione.
4. 1 2  (EN) Michiel van Iersel, Nagakin Capsule Tower, Shimbashi, Tokyo, su Failed Architecture, 11 settembre 2011. URL consultato il 18 dicembre 2015.
5. ↑  (EN) Nakagin Capsule Tower to be dismantled and turned into rental accommodation and exhibits, su dezeen.com, 16 luglio 2021.
6. ↑  (EN) Demolition of Nakagin Capsule Tower to Start April 14, su japanpropertycentral.com, 6 aprile 2022.
7. 1 2 3   L'avanguardia dimenticata, in Internazionale, 5 novembre 2013. URL consultato il 18 dicembre 2015.
8. ↑  Lin, 2010, p. 235.
9. 1 2   La torre di capsule di Tokyo su cui il futuro ha cambiato idea, su La Stampa - Lastampa, 18 ottobre 2021. URL consultato il 21 ottobre 2021.
10. ↑  (EN) Nakagin Capsule Tower, Tokyo 1969-72, su metalocus.es. URL consultato il 24 luglio 2017.
11. 1 2 3 4  (EN) Ana Luisa Soares, Filipe Magalhães, A Year in the Metabolist Future of 1972, su Failed Architecture, 26 giugno 2014. URL consultato il 18 dicembre 2015.
12. ↑  Lin, 2010, p. 236.
13. ↑   dalla città verticale di rotterdam alle capsule di tokyo, ecco il brutalismo raccolto in un libro, su dagospia.com. URL consultato il 23 luglio 2017.
14. ↑  (EN) Katie Forster, Tokyo’s tiny capsules of architectural flair, in The Japan Times, 3 ottobre 2014. URL consultato il 23 luglio 2017.
15. ↑   Angelo Andriuolo, Morte di una Icona, su plusnews.it.
16. ↑  (EN) The Wolverine film locations, su movie-locations.com. URL consultato il 18 dicembre 2015 (archiviato dall'url originale il 15 luglio 2014).